# Karsten Schmeling
Karsten Schmeling (Hennigsdorf, 13 gennaio 1962) è un ex canottiere tedesco.

## Palmarès

### Olimpiadi
- 1 medaglia:
  - 1 oro (Seul 1988 nel quattro con)

### Mondiali
- 5 medaglie:
  - 2 ori (Nottingham 1986 nel quattro con; Copenaghen 1987 nel quattro con)
  - 3 argenti (Monaco di Baviera 1981 nel due con; Lucerna 1982 nel due con; Duisburg 1983 nell'otto)

### Giochi dell'Amicizia
- 1 medaglia:
  - 1 bronzo (Mosca 1984 nel due con)